# Max Polianovski
Max Léonidovitch Polianovski (Ма́кс Леони́дович Поляно́вский), né le 27 juin/10 juillet 1901 à Odessa et mort le 24 mars 1977 à Moscou (URSS), est un écrivain, journaliste et photographe soviétique, lauréat du Prix Staline de IIIe classe (1951).

## Biographie
Polianovski naît à Odessa dans une famille juive,. Son père y possédait un atelier de photographie, rue de la Transfiguration au n° 78, un autre rue Richelieu au n° 39,, un autre rue Centrale dans l'immeuble Kossinski,, un autre dans la maison Diamandidi de la rue du Théâtre à Goltaet un autre dans la maison 
Krassilnikov à Bakou.
Il passe son enfance à Golta (ouïezd d'Ananiev) dans le gouvernement de Kherson. Il étudie dans la classe préparatoire de l'école de commerce privée Klimov de Golta, mais il en est exclu pour non paiement des frais de scolarité. En 1911, la famille retourne à Odessa. Sa première parution est une poésie intitulée Enfants («Дитя»), dans le numéro d'avril de la revue odessite Enfance et Adolescence («Детство и отрочество») en 1912; puis dans ce même périodique en septembre suivant dans la section «Divertissement et amusement» sont publiées des devinettes du jeune auteur, et en décembre, le récit La Norma et en janvier et mars 1913, les poèmes La Course et Le Printemps. Alors qu'il est lycéen, il écrit des monologues pour le couplettiste Vladimir Corelli. En 1918, il se fait publier dans les journaux odessites Le Bourgeois, L'Aube et Figaro.
À partir de 1920, il travaille à Mélitopol, où avec l'artiste avant-gardiste Alexandre Tyschler, il est engagé dans la production d'affiches de propagande politique. En 1922-1924, il fait son service militaire dans la Marine soviétique. Ensuite, il retourne à Odessa et travaille à la rédaction du quotidien Le Marin, où à cette époque Isaac Babel, Edouard Bagritski, Ilya Ilf, Constantin Paoustovski et d'autres y publient leurs œuvres.
En 1926, il part pour l'Extrême-Orient russe travailler pour le journal L'Étoile de l'Océan Pacifique et en février 1927, il devient employé à plein temps du journal de Blagovechtchensk Amourskaïa pravda et en 1928 il fait un voyage à Sakhaline. Il s'installe en 1928 à Moscou et s'implique plus activement dans sa carrière littéraire et se fait publier dans des périodiques plus importants.
Il s'engage au front en octobre 1941. Il est correspondant de guerre pour le journal Le Front de Volkhov, puis pour Le Coup de la garde («Гвардейский удар»), pour le 6e corps de fusiliers de la Garde de la 1re armée de la Garde. Il prend part à la bataille de Stalingrad et accompagne l'Armée rouge jusqu'à Budapest. Lorsque sonne l'heure de la victoire, Polianovski atteint le grade de capitaine; il est correspondant du journal Dans le combat pour la Patrie du 1er corps mécanisé de la Garde.
Il retourne les années suivantes à ses activités littéraires et rencontre le succès.
Il s'inscrit au PCUS en 1950. Mais au début de l'année 1950, la candidature de Polianovski à l'Union des écrivains soviétiques est rejetée par le présidium de cette union, alors que se termine la période de « lutte contre le cosmopolitisme » lancée par Staline. Finalement, il est admis en 1958.
Il meurt le 24 mars 1977 à Moscou et il est enterré au cimetière de Peredelkino.

## Famille
Sa sœur Sérafima Léonidovna Polianovskaïa (1907-1993) était l'épouse du critique littéraire Iouri Sevrouk.
Max Polianovski a été marié trois fois, la dernière fois avec Soussana Vladimirovna Ikonnikova (Vassilieva), journaliste, morte en 2012. Le fils de Max Polianovski, Iouri, comme son père combat pendant la Grande Guerre patriotique, en tant que tankiste,, se battant dans un bataillon pénal. Il a aussi un autre fils, Sergueï Maxovitch Polianovski, et une fille, Marina Maxovna Polianovskaïa.

## Œuvre
En 1929, Max Polianovski écrit Au pays d'Oudekh qui raconte l'expédition cinématographique en Extrême-Orient du réalisateur Alexandre Litvinov et le tournage des films documentaires Dans les profondeurs du territoire de l'Oussouri et Les Gens de la forêt. Deux ans plus tard, Polianovski, en collaboration avec Litvinov, écrit le livre Saut au-delà des siècles sur son voyage au Kamtchatka. Son voyage en 1928 à Sakhaline l'inspire pour Sakhaline après Tchekhov et Dorochevitch.
Pendant la Grande Guerre patriotique, Polianovksi - sous le pseudonyme de M. Pol - écrit des récits des combats en feuilletons. Il écrit aussi des vers satiriques et des chansonnettes,.
Il a écrit plusieurs livres pour l'enfance et la jeunesse: Deux fois Tatiana («Дважды Татьяна»), Le Destin du garde de réserve («Судьба запасного гвардейца»), De l'alphabet au Guiliak («С алфавиту в Гиляк»), Entre trois mers («Среди трёх морей»), À la périphérie lointaine («На далёкой окраине»), Vol tropical («Тропический рейс»), Voyage dans les pays chauds («Путешествие в жаркие страны»), Sur les traces du journal du front. Mes amis hongrois («По следам фронтового дневника. Мои венгерские знакомства»), Maïakovski - acteur de cinéma («Маяковский — киноактёр»), etc..
Avec Léo Cassil en 1949, il écrit la nouvelle La Rue du fils cadet qui relate l'histoire du pionnier héros, l'adolescent Volodia Doubinine, pour laquelle ils réunissent toute une documentation. Après cette collaboration, ils travaillent encore ensemble Amis pionniers, L'Honneur du pionnier, Cétait ainsi.

## Distinctions
- Prix Staline de IIIe classe (1951), pour la nouvelle La Rue du fils cadet (avec Léo Cassil)
- Ordre de la Guerre patriotique de IIe classe (le 10 octobre 1945; il reçoit la Ire classe)
- Ordre de l'Étoile rouge (23 janvier 1943)
- Médaille pour la Défense de Stalingrad
- Médailles